# Giurgești (okręg Vaslui)
Giurgești – wieś w Rumunii, w okręgu Vaslui, w gminie Tătărăni. W 2011 roku liczyła 110 mieszkańców.